# 小行星83360
小行星83360（83360 Catalina）是一颗绕太阳运转的小行星，为主小行星带小行星。该小行星于2001年9月16日发现。
該小行星以卡特林那巡天系統命名。

## 轨道参数
小行星83360的轨道半长轴为2.6964622 UA，离心率为0.196。